# Сочинская улица (Санкт-Петербург)
Со́чинская улица — улица в Выборгском районе Санкт-Петербурга. Проходит от Земледельческой улицы до Институтского переулка.

## История
Изначально улица называлась Большой Муринской дорогой. 5 марта 1871 года улица получила название Лесная улица. Современное название улица получила 26 декабря 1940 года по городу Сочи в Краснодарском крае.

## Транспорт
Ближайшая к Сочинской улице станция метро — «Лесная» 1-й (Кировско-Выборгской) линии.

## Пересечения
- Земледельческая улица
- Институтский переулок

## Достопримечательности
- Парк Лесотехнической академии